# العصر الذهبي للإسلام
يستخدم وصف العَصْرُ الذَّهَبِيّ لِلإِسْلام لوصف مرحلة تاريخية كانت الحضارة الإسلامية فيها متقدمة علمياً وثقافياً، وتمتد من منتصف القرن الثامن لغاية القرن الرابع عشر والخامس عشر الميلادي. خلال هذه الفترة، قام مهندسو وعلماء وتجار العالم الإسلامي بالمساهمة بشكل كبير في حقول الفن والزراعة والاقتصاد والصناعة والأدب والملاحة والفلسفة والعلوم والتكنولوجيا والفلك والطب، من خلال المحافظة والبناء على المساهمات السابقة وبإضافة العديد من اختراعاتهم وابتكاراتهم. وخلق الفلاسفة والشعراء والفنانون والعلماء والأمراء المسلمون ثقافة فريدة من نوعها أثرت بدورها على المجتمعات في كل القارات.
يقال تقليديًا أن الفترة انتهت بانهيار الخلافة العباسية بسبب الغزوات المغولية وحصار بغداد عام 1258. قلة من العلماء يؤرخون نهاية العصر الذهبي حوالي عام 1350 تزامناً مع النهضة التيمورية ، في حين أن العديد من المؤرخين والعلماء المعاصرين يضعون نهاية العصر الذهبي الإسلامي في وقت متأخر من نهاية القرنين الخامس عشر والسادس عشر تزامناً مع عصر إمبراطوريات البارود.

## النظام السياسي

### نُظُم الحكم والإدارة
تمثل النظام السياسي في الدولة الإسلامية في العديد من نظم الحكم والإدارة.

#### الخلافة
بعد وفاة النبي محمد ﷺ وحسماً للخلاف بين الأنصار والمهاجرين، والنزاع بين القبائل، اتفق كبار الصحابة على أن يكون للرسول خليفة.
والخلافة: هي رئاسة عامة في الدين والدنيا، وقد يسميها البعض الإمامة أو الولاية ولذلك خلفه الصحابة وبعد موت الصحابة خلف الرسول أولاد الصحابة وأصحاب قبيلته وتوالت على الحكم عدة دول واتبع المسلمون نظام الشورى في اختيار الخلفاء الراشدين الأربعة وهم أبو بكر الصديق وعمر بن الخطاب وعثمان بن عفان وعلى بن أبى طالب ثم تحول نظام الخلافة إلى الوراثة على يد معاوية بن أبى سفيان مؤسس الدولة الأموية واستمر نظام الوراثة في عهد الدولتين الأموية والعباسية.

#### الوزارة
الوزارة هي معاونة الخليفة في شؤون الحكم وعرفت من حيث المعنى فقط في عهد النبي محمد حيث كان يستشير أصحابه في شؤون الدولة ويسند إليهم بعض المهام ليقوموا بها نيابة عنه واستمرت في عهد الخلفاء الراشدين، وتعرف من حيث المعنى فقط فمثلا كان الخليفة عمر بن الخطاب يستعين بعثمان بن عفان وعلي بن أبى طالب في شؤون الحكم وإدارة الدولة وفي عهد الدولة الأموية استمر اتخاذ مستشارين ومعاونين للخلفاء واستمرت الوزارة من حيث المعنى فقط، ولكن تغير الحال في عهد الدولة العباسية فعرفت الوزارة لفظا ومعنى وصارت وظيفة رسمية.

#### الإمارة (الولاية)
ظهرت الإمارة منذ عهد نبي الإسلام محمد حيث كان يرسل بعض أصحابه إلى المدن والقبائل التي دخلت في الإسلام ليتولوا شؤون هذه المدن والقبائل وييسروا أحوال أهلها ويعلموهم شؤون دينهم ويؤموا بهم في الصلاة وفي عهد عمر بن الخطاب اتسعت الدولة الإسلامية فقسمها لولايات وجعل لكل ولاية واليا يتولى شؤونها واستمر هذا في عهد الأمويين والعباسيين.

#### الدواوين
الديوان هي كلمة فارسية تعنى السجل أو الدفتر وتشير إلى إدارات الدولة والتي تقابلها الوزارات حاليا ويرجع الفضل في إنشائها إلى عمر بن الخطاب حيث أنشأها لاتساع الدولة الإسلامية وكثرة الأمور المتعلقة بها في كافة الشؤون السياسية والاقتصادية والاجتماعية والعسكرية وغيرها وكل ديوان له اختصاص معين مثل:
| الديوان       | العصر (الدولة) الذي ينتمى إليه       | اختصاصه                                                |
| ------------- | ------------------------------------ | ------------------------------------------------------ |
| بيت المال     | عصر الخلفاء الراشدين (عمر بن الخطاب) | جمع موارد الدولة المالية وإنفاقها على احتياجات المجتمع |
| ديوان الرسائل | عصر الدولة الأموية                   | يختص بمراسلات الخليفة للولاة                           |
| ديوان الأحداث | عصر الدولة العباسية                  | يختص بجرائم الأطفال                                    |

#### الحسبة
نظام الحسبة هو نظام كانت تتميز به الدولة الإسلامية والحسبة هي إرشاد وتوجيه الناس إلى السلوكيات القويمة في المعاملات التجارية حيث بدأت عندما كان الخليفة عمر بن الخطاب ينزل إلى الأسواق بنفسه ليراقب المكاييل والموازين ويدعو الناس إلى الالتزام بالآداب العامة وفي عهد الدولة الأموية استمرت مراقبة الأسواق والموازين وفي عهد الدولة العباسية أصبحت الحسبة وظيفة رسمية يسمى صاحبها المحتسب وكان ينزل إلى الأسواق يكشف عن البضائع الفاسدة ويتعرف على التجار الغشاشين ويعلن أسمائهم بين الناس ليمتنعوا عن التعامل معهم.

#### الشرطة
الشرطة (في الدولة الإسلامية) هم مجموعة من الجنود يستعين بهم الخليفة في حفظ الأمن والنظام وملاحقة الجناة والمفسدين ونظمت الشرطة في عهد الخليفة علي بن أبي طالب لتزداد كفاءتها ومقدرتها على أداء مهامها وعين رئيسا للشرطة وسُميَ صاحب الشرطة وفي عهد الأمويين والعباسيين تطورت سلطة صاحب الشرطة فأصبح من حقه إقامة الحدود وحراسة الخلفاء وغيرها من المهمات.

#### القضاء
القضاء هو منصب سياسي ظهر مبكرا في الدولة الإسلامية حيث كان الرسول محمد أول قاضٍ في الإسلام فكان يحكم بين الناس بالعدل بما نزل في كتاب الله (القرآن) لا يفرق بين حاكم ومحكوم ولا بين غني وفقير وفي عهد عمر بن الخطاب بعد اتساع الدولة الإسلامية وتقسيمها إلى ولايات قام عمر بن الخطاب بتعيين قاضى على كل ولاية ليحكم بين أهلها واستمر القضاة يحكمون بين الناس لا يتدخل الخلفاء في حكمهم في بقية عصور الخلافة الإسلامية.

#### الجيش والأسطول
اهتم النبي محمد بإنشاء جيش قوي للدفاع عن الدين الإسلامي وحرية نشره بين الناس وللجهاد ضد أعداء الدين الإسلامي واهتم الخليفة عمر بن الخطاب بتنظيم الجيش فأنشأ ديوان الجند لتسجيل أسماء الموظفين ورواتبهم.
اهتم المسلمون بالأسطول الحربي الذي أنشأه عثمان بن عفان لصد هجمات الدولة البيزنطية على سواحل الدولة الإسلامية في مصر وبلاد الشام فتمكن الأسطول من ذلك كما استطاع فتح جزيرتي قبرص ورودس في البحر المتوسط.

## لمحة تاريخية
اهتمت الدولة الإسلامية التي انشأها رسول الله محمد بن عبد الله واستمرت تحت مسمى الخلافة في الفترات الأموية والعباسية بالعلوم والمدنية كما اهتمت بالنواحي الدينية فكانت الحضارة الإسلامية حضارة تمزج بين العقل والروح فامتازت عن كثير من الحضارات السابقة. فالإسلام كدين عالمي يحض على طلب العلم ويعتبرهُ فريضة على كل مسلم ومسلمة، لتنهض أممه وشعوبه. فأي علم مقبول باستثناء العلم الذي يخالف قواعد الإسلام ونواهيه. والإسلام يكرم العلماء ويجعلهم ورثة الأنبياء. وتتميز الحضارة الإسلامية بالتوحيد والتنوع العرقي في الفنون والعلوم والعمارة طالما لا تخرج عن نطاق القواعد الإسلامية. لأن الحرية الفكرية كانت مقبولة تحت ظلال الإسلام. وكانت الفلسفة يخضعها الفلاسفة المسلمون للقواعد الأصولية مما أظهر علم الكلام الذي يعتبر علماً في الإلهيات. فترجمت أعمالها في أوروبا وكان له تأثيره في ظهور الفلسفة الحديثة وتحرير العلم من الكهنوت الكنسي فيما بعد. مما حقق لأوربا ظهور عصر النهضة بها. لهذا لما دخل الإسلام هذه الشعوب لم يضعها في بيات حضاري ولكنه أخذ بها ووضعها على المضمار الحضاري لتركض فيه بلا جامح بها أو كابح لها. وكانت مشاعل هذه الحضارة الفتية تبدد ظلمات الجهل وتنير للبشرية طريقها من خلال التمدن الإسلامي. فبينما كانت الحضارة الإسلامية تموج بديار الإسلام من الأندلس غربا لتخوم الصين شرقا في عهد الدولة الأموية كانت أوروبا وبقية أنحاء المعمورة تعيش في جهل وظلام حضاري.
وامتدت هذه الحضارة القائمة بعدما أصبح لها مصارفها وروافدها لتشع على بلاد الغرب وطرقت أبوابه. فنهل منها معارفه وبهر بها لأصالتها المعرفية والعلمية. مما جعله يشعر بالدونية الحضارية. فثار على الكهنوت الديني ووصاية الكنيسة وهيمنتها على الفكر الإسلامي حتى لا يشيع. لكن رغم هذا التعتيم زهت الحضارة الإسلامية وشاعت. وانبهر فلاسفة وعلماء أوروبا من هذا الغيث الحضاري الذي فاض عليهم. فثاروا على الكنيسة وتمردوا عليها وقبضوا على العلوم الإسلامية كمن يقبض على الجمر خشية هيمنة الكنيسة التي عقدت لهم محاكم التفتيش والإحراق. ولكن الفكر الإسلامي تمكن منهم وأصبحت الكتب الإسلامية التراثية والتي خلفها عباقرة الحضارة الإسلامية فكراً شائعاً ومبهراً.
فتغيرت أفكار الغرب وغيرت الكنيسة من فكرها ومبادئها المسيحية لتساير التأثير الإسلامي على الفكر الأوربي وللتصدي للعلمانيين الذين تخلوا عن الفكر الكنسي وعارضوه وانتقدوه علانية. وظهرت المدارس الفلسفية الحديثة في عصر النهضة أو التنوير في أوروبا كصدى لأفكار الفلاسفة العرب. وظهرت مدن تاريخية في ظلال الحكم الإسلامي كالكوفة وحلب والبصرة وبغداد ودمشق والقاهرة والرقة والفسطاط والعسكر والقطائع والقيروان وفاس ومراكش والمهدية[ ؟ ] والجزائر وغيرها. كما خلفت الحضارة الإسلامية مدناً متحفية تعبر عن العمارة الإسلامية كإسطنبول بمساجدها ودمشق والقاهرة بمبانيها الإسلامية وحلب وبخارى وسمرقند ودلهي وحيدر أباد وقندهار وبلخ وترمذ وغزنة وبوزجان وطليطلة وقرطبة وإشبيلية ومرسية وسراييفو وأصفهان وتبريز ونيقيا وغيرها من المدن الإسلامية.

## الدولة الإسلامية

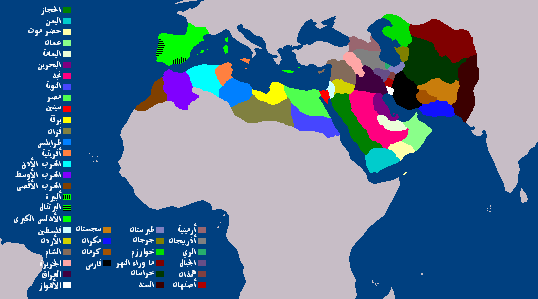
أقاليم الدولة الإسلامية الكبرى على مر الدهور

كانت بداية الدولة العربية الإسلامية على يدي النبي محمد بن عبد الله بوضع وثيقة المدينة والتي ألغت كثيراً من العادات القبلية لصالح دولة حضارية، وتوسعت بعد ذلك في فترة الدولة الأموية والعباسية حتى بلغت في العصر الأموي الدولة الأموية أكبر دولة في التاريخ الإسلامي من حدود الصين وبورما شرقآ وأراكان المسلمة والهند وباكستان الشرقية (منطقة صاتغاونغ) شرقاً وحتى حدود فرنسا وإسبانيا الأندلس غرباً وفي عصر الدولة العثمانية توسعت الأراضي إلى أوروبا واليونان وبعد سقوط الدولة العثمانية بدأ التوسع الأوربي في البلاد الإسلامية.

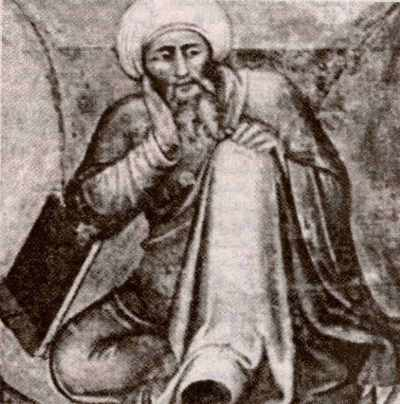
ابن رشد

خلال قرنين من بعد وفاة نبي الإسلام كانت صناعة الكتب منتشرة في كل أنحاء العالم الإسلامي وكانت الحضارة الإسلامية تدور حول الكتب. فقد كانت توجد المكتبات الملكية والعامة والخاصة في كل مكان حيث كانت تجارة الكتب ومهنة النساخة رائجة وكان يقتنيها كل طبقات المجتمع الإسلامي الذين كانوا يقبلون عليها إقبالا منقطع النظير. وكان سبب هذا الرواج صناعة الورق بدمشق وسمرقند وبغداد. كانت المكتبات تتيح فرص الاستعارة الخارجية. وكانت منتشرة في كل الولايات والمدن الإسلامية بدمشق والقاهرة وحلب وإيران ووسط آسيا وبلاد الرافدين والأندلس وشمال أفريقيا. وشبكات المكتبات قد وصلت في كل مكان بالعالم الإسلامي.
وكان الكتاب الذي يصدر في دمشق أو بغداد تحمله القوافل التجارية فوق الجمال ليصل لقرطبة بإسبانيا في غضون شهر. وهذا الرواج قد حقق الوحدة الثقافية وانتشار اللغة العربية. وكانت هي اللغة العلمية والثقافية في شتى الديار الإسلامية. كما كان يعني بالنسخ والورق والتجليد. مما جعل صناعة الكتب صناعة مزدهرة في العالم الإسلامي لإقبال القراء والدارسين عليها واقتنائها. وكانت هذه الكتب تتناول شتي فروع المعرفة والخط[ ؟ ] وعلوم القرآن وتفاسيره واللغة العربية والشعر والرحلات والسير والتراث والمصاحف وغيرها من آلاف عناوين الكتب. وهذه النهضة الثقافية كانت كافية لازدهار الفكر العربي وتميزه وتطوره. وفي غرب أفريقيا في مملكتي مالي وتمبكتو أثناء ازدهارهما في عصريهما الذهبي، كانت الكتب العربية لها قيمتها. وكان من بينها الكتب النادرة التي كانت تنسخ بالعربية، وكانت المملكتان قد أقامتا المكتبات العامة مع المكتبات الخاصة.

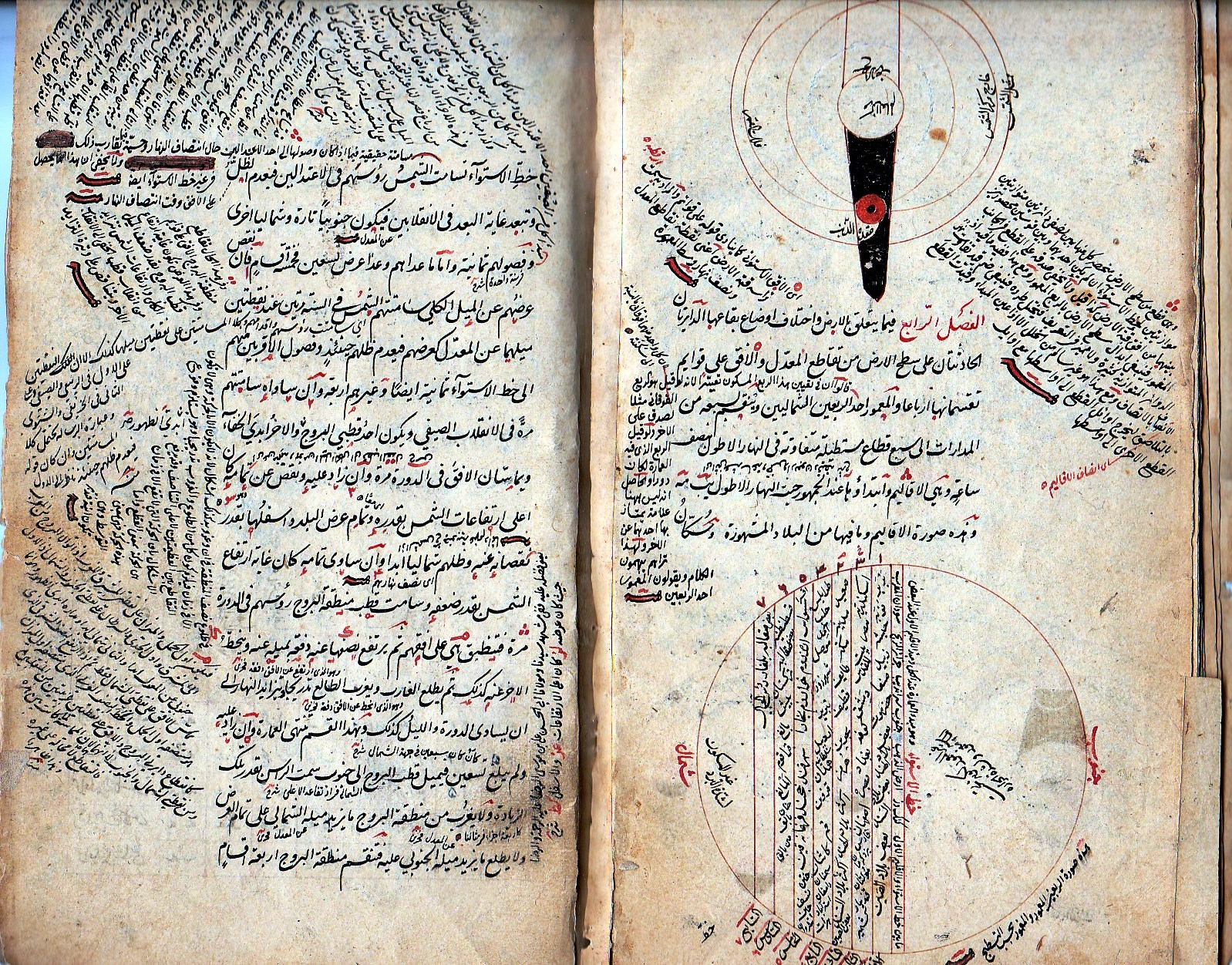
صفحة من كتاب تشريح الأفلاك في علم الهيئة من تأليف بهاء الدين العاملي يوضح ظاهرتي الخسوف والكسوف في القرون الوسطى، كتب في عام 1273هجري/ 1856م، في بغداد

حساب أبو الريحان البيروني لمحيط الأرض

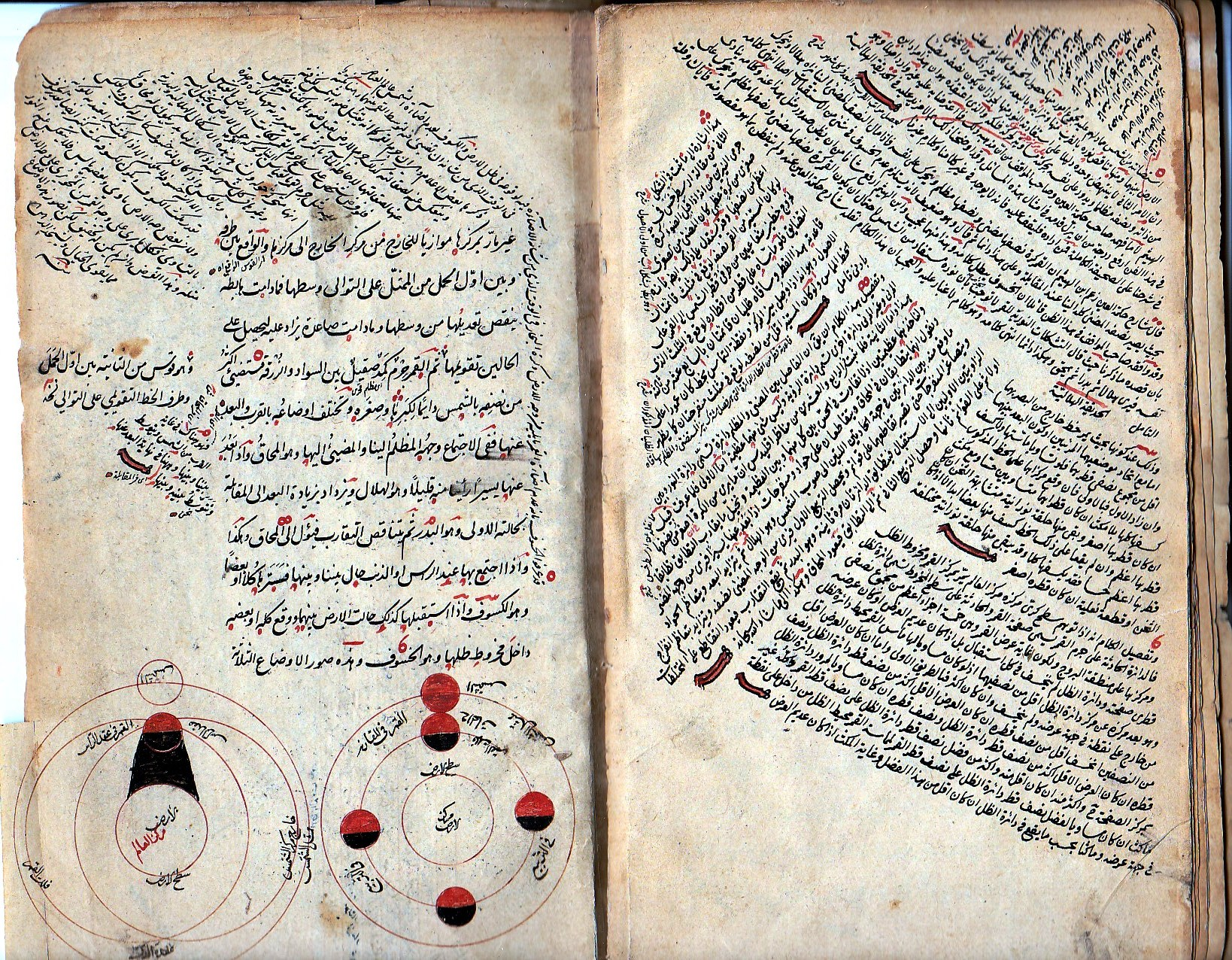
صفحة من كتاب تشريح الأفلاك لبهاء الدين العاملي يوضح منازل القمر حول كوكب الأرض، ولقد كتب في بغداد عام 1273هجري/ 1856م

يعتبر القرن التاسع الميلادي لهُ أهميته في ثبت الحضارة الإسلامية المتنامية. لأن أعمال العلماء المسلمين كانت رائعة وكانوا رجال علم متميزين وكان المأمون الخليفة العباسي العالم المستنير (ت 833) يحثهم على طلب العلم. وقد أنشأ لهم بيت الحكمة لتكون أكاديمية البحث العلمي ببغداد تحت رعايته الشخصية. وأقام به مرصدا ومكتبة ضخمة. كما أقام مرصدا ثانيا في سهل تدمر بالشام. وجمع المخطوطات من كل الدنيا لتترجم علومها. وكان يشجع الدارسين مهما تنوعت دراستهم. وحقق بهذا التوجه قفزة حضارية غير مسبوقة رغم وجود النهضة العلمية وقتها. وهذا ما لم يحدث بعد إنشاء جامعة ومكتبة الإسكندرية في القرن الثالث ق.م. وبأنشاء مرصد تدمر قام الفلكيون والعلماء بتحديد ميل خسوف القمر ووضعوا جداول لحركات الكواكب وتم تحديد حجم الأرض، وقاسوا محيطها، فوجدوه 20400 ميل، وقطرها 6500 ميل. وهذا يدل على أن العرب كانوا على علم وقتها، بأن الأرض كروية قبل كوبرنيكوس بخمسة قرون. وفي عصر المأمون عمل الفلكيون في تدمر على وضع خريطة للأرض وأثبت علماء الفلك دورانها. وقياساتهم تقريبا لها تطابق ما قاسه علماء الفلك بالأقمار الصناعية، وأنهم كانوا يعتقدون خطأ أنها مركز الكون، يدور حولها القمر والشمس والكواكب. وهذا الاعتقاد توارد إليهم من فكر الإغريق. واكتشفوا الكثير من النجوم والمجرات السماوية وسموها بأسمائها العربية التي ما زالت تطلق عليها حتي الآن. وكانت كل الأبحاث في الفلك والرياضيات قد انفرد بها العلماء المسلمون وقد نقلوها عن الهنود الذين قد ترجموها عن الصينيين للعربية وقاموا بتطويرها بشكل ملحوظ.

### نهضة علمية

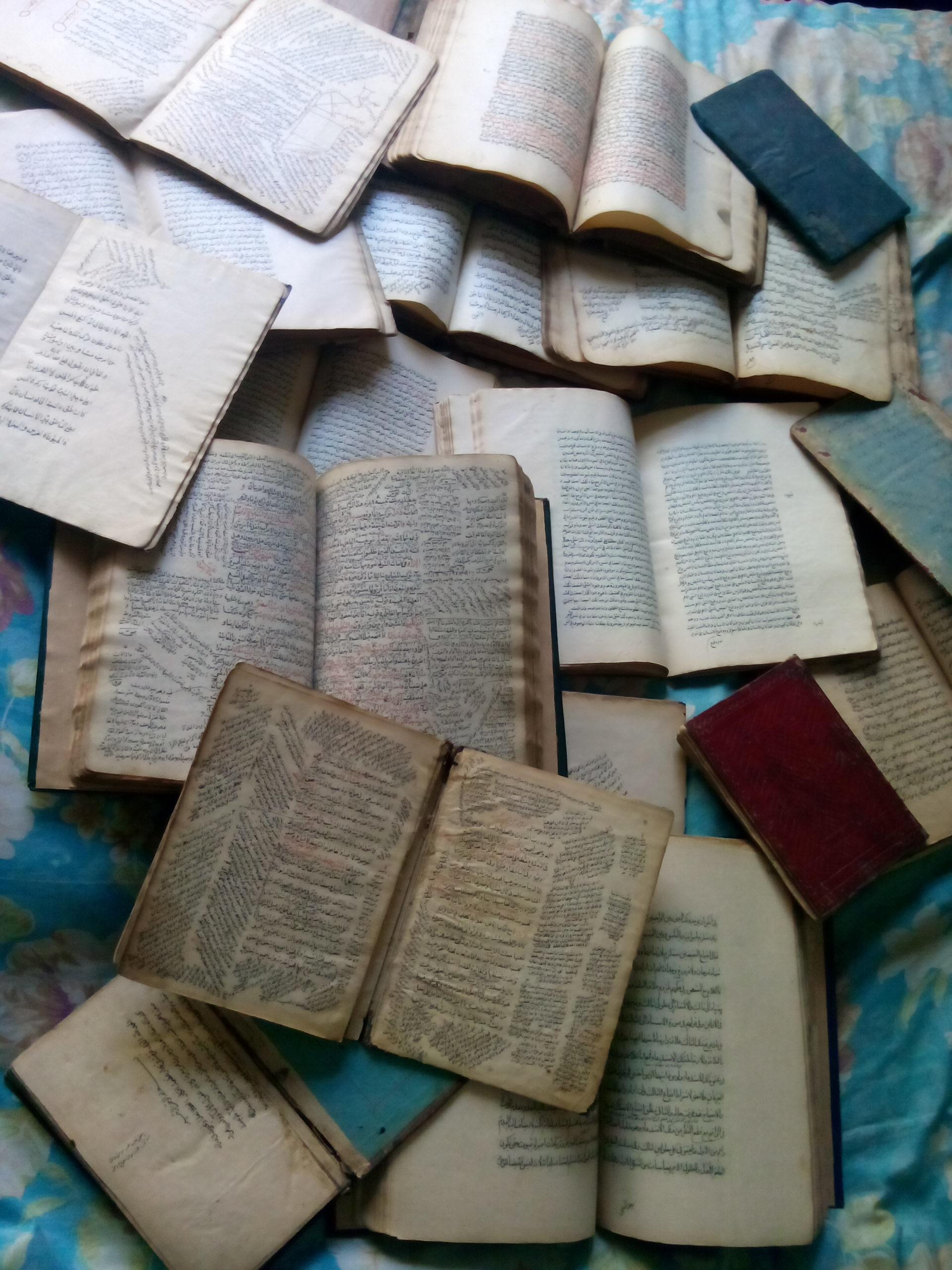
مجموعة من المخطوطات العربية القديمة من القرن 18

مع بوادر النهضة العلمية ظهرت الجامعات الإسلامية لأول مرة في العالم الإسلامي قبل أوروبا بقرنين من الزمان، وكانت أول جامعة أسست بتونس وهي جامعة الزيتونة سنة 737 م، ثم ظهر بيت الحكمة الذي أنشئ في بغداد سنة 830 م، ثم تلى ذلك بناء جامعة القرويين سنة 859 م في فاس ثم جامعة الأزهر سنة 970 م في القاهرة. ولقد أنشئت أول جامعة في أوروبا في «سالرنو» بصقلية سنة 1090 م على عهد ملك صقلية روجر الثاني، وأخذ فكرتها عن العرب بوقتها ثم تلاها جامعة بادوفا بإيطاليا سنة 1222 م. وكانت الكتب العربية تدرس فيها وقتها. وكان للجامعات الإسلامية تقاليد متبعة وتنظيم، فكان للطلاب زي موحد خاص بهم وللأساتذة زي خاص. وربما اختلف الزي من بلد إلى بلد، ومن عصر إلى عصر. وقد أخذ الأوربيون تقليد الزي الجامعي الإسلامي فكان الروب الجامعي المعمول به الآن في جامعاتهم. وكان الخلفاء والوزراء إذا أرادوا زيارة الجامعة الإسلامية يخلعون زي الإمارة والوزارة ويلبسون زي الجامعة قبل دخولها، وكانت اعتمادات الجامعات من إيرادات الأوقاف، فكان يصرف للطالب المستجد زي جديد وجراية لطعامه. وأغلبهم كان يتلقى منحة مالية بشكل راتب وهو ما يسمى في عصرنا بالمنحة الدراسية، فكان التعليم للجميع بالمجان يستوي فيه العربي والأعجمي والأبيض والأسود.
وفي الجامعات العربية كان يوجد المدن الجامعية المجانية لسكن الغرباء وكان يطلق عليها الأروقة، والطلبة كان يطلق عليهم المجاورون لسكناهم بجوارها. وكان في الجامعة الواحدة أجناس عديدة من الأمم والشعوب الإسلامية يعيشون في إخاء ومساواة تحت مظلة الإسلام والعلم. فكان من بينهم المغاربة والشوام والأكراد والأتراك وأهل الصين وبخارى وسمرقند. وحتى من مجاهل أفريقيا وآسيا وأوروبا. وكان نظام التدريس في حلقات بعضها يعقد داخل الفصول. وأكثرها كان في الخلاء بالساحات أو بجوار النافورات بالمساجد الكبرى. وكان لكل حلقة أستاذها يسجل طلابها والحضور والغياب. ولم يكن هناك سن للدارسين بهذه الجامعات المفتوحة. وكان بعض الخلفاء والحكام يحضرون هذه الحلقات. وكانوا يتنافسون في استجلاب العلماء المشهورين من أنحاء العالم الإسلامي، ويغرونهم بالرواتب والمناصب، ويقدمون لهم أقصى التسهيلات لأبحاثهم. وكان هذا يساعد على سرعة انتشار العلم وانتقال الحضارة الإسلامية بديار الإسلام.
ويمكن القول أن ظهور الحضارة كمفهوم إسلامي قد ترجم الرحمة التي بعث بها الأنبياء على أرض الواقع.
كانت الدولة الإسلامية تعني بالمرافق الخدماتية والعامة بشكل ملحوظ. فكانت تقيم المساجد ويلحق بها المكتبات العامة المزودة بأحدث الإصدارات في عصرها ودواوين الحكومة والحمامات العامة ومطاعم الفقراء وخانات المسافرين على الطرق العامة ولاسيما طرق القوافل التجارية العالمية، وطرق الحج التراثية كما كان على طريق الحج من دمشق إلى الحجاز وإنشاء المدن والخانقاهات والتكايا المجانية للصوفية واليتامى والأرامل والفقراء وأبناء السبيل. وأقيمت الأسبلة لتقدم المياه للشرب بالشوارع. وكان إنشاء البيمارستنات (المستشفيات الإسلامية) سمة متبعة في كل مكان بالدولة الإسلامية يقدم بها الخدمة المجانية من العلاج والدواء والغذاء ومساعدة أسر المرضى الموعزين. وكلمة باريمستان بالفارسية هو مكان تجمع المرضى، وكلمة مستشفى معناها بالعربية مكان طلب الشفاء. لهذا كان الهدف من إنشاء هذه المستشفيات غرضا طبيا وعلاجيا. بعكس المستشفيات في أوروبا وقتها حيث كانت عبارة عن غرف للضيافة ملحقة بالكنائس والأديرة لتقدم الطعام لعابري السبيل أو ملاجئ للعجزة والعميان والمقعدين ولم تكن للتطبيب. وكان يطلقون على هذه الغرف كلمة مضيفة، وهي مشتقة من كلمة ضيافة. وأول مستشفى بني بإنجلترا في القرن 14 م. بعد انحسار الحروب الصليبية عن المشرق العربي، بعدما أخذ الصليبيون نظام المستشفيات الإسلامية والطب العربي عن العرب.
وكان أول مستشفى في الإسلام بناه الوليد بن عبد الملك سنة 88 هـ/706م في دمشق. وكان الخلفاء المسلمون يتابعون إنشاء المستشفيات الإسلامية الخيرية باهتمام بالغ. ويختارون مواقعها المناسبة من حيث الموقع والبيئة الصالحة للاستشفاء وبناؤها بعيدا عن المناطق السكنية حسب الاتساع السكاني للمدن. وأول مستشفى للجذام بناه المسلمون في التاريخ سنة 89 هـ/ 707 م بدمشق، في حين أن أوروبا كانت تنظر إلى الجذام على أنه غضب من الله يستحق الإنسان عليه العقاب حتى أصدر الملك فيليب أمره سنة 1313م بحرق جميع المجذومين في النار. وكانت المستشفيات العربية ذات خدمات عامة وفيها أقسام طب خاصة بالمسنين، وفيها غرف لكبار السن وأمراض الشيخوخة. وكانت توجد المستشفيات الخاصة والمستوصفات لكبار الأطباء بالمستشفيات العامة.
ومن المعروف أن الدولة الإسلامية في عصور ازدهارها كانت تعطي أهمية قصوى لمرافق الخدمات العامة مثل المساجد ودواوين الحكومة والحمامات[ ؟ ] والمطاعم الشعبية واستراحات المسافرين والحجاج. ومن البديهي أن تكون أهم هذه المرافق المستشفيات. فقد كانت هذه المستشفيات تتميز بالاتساع والفخامة والجمال مع البساطة، ومن بين هذه المستشفيات التراثية الباقية إلى اليوم مستشفى السلطان قلاوون ومستشفى أحمد بن طولون بالقاهرة والمستشفى السلجوقي في تركيا. وكانت مزودة بالحمامات والصيدليات لتقديم الدواء والأعشاب. والمطابخ الكبيرة لتقديم الطعام الطبي الذي يصفه الأطباء للمرضى حسب مرضهم. لأن الغذاء المناسب للمرض كانوا يعتبرونه جزءا من العلاج.
وكانت المستشفيات تحتوي على قاعات كبيرة للمحاضرات والدرس ولامتحان الأطباء الجدد وملحق بها مكتبة طبية ضخمة تحتوي على المخطوطات الطبية. والمشاهد لهذه المستشفيات سيجدها أشبه بالقصور الضخمة والمتسعة، بل والمنيفة. وحول المبنى الحدائق ومن بينها حديقة[ ؟ ] تزرع فيها الأعشاب الطبية. ولم يأت منتصف القرن العاشر الميلادي حتى كان في قرطبة بالأندلس وحدها خمسون مستشفى وأكثر منها في دمشق وبغداد وحلب والقاهرة والقيروان علاوة المستشفيات المتنقلة والمستشفيات الميدانية لجرحى الحرب، والمستشفيات التخصصية كمستشفيات الحميات التي كان بها معزل طبي لعزل الأمراض المعدية.
وفيها كان يبرد الجو وتلطف الحرارة بنوافير المياه أو بالملاقف الهوائية، وكذلك بناء المستشفيات المخصصة للجراحة التي كان يشترط فيها الجو الجاف ليساعد على التئام الجروح، لكثرة حروب المسلمين فقد طوروا أساليب معالجة الجروح فابتكروا أسلوب الغيار الجاف المغلق، وهو أسلوب نقله عنهم الإسبان وطبقوه لأول مرة في الحرب الأهلية الإسبانية ثم عمم في الحرب العالمية الأولى بنتائج ممتازة، وكان الأطباء المسلمون أول من استعمل فتيلة الجرح لمنع التقيح الداخلي وأول من استعمل خيوطا من مصارين الحيوان في الجراحة الداخلية. ومن أهم وسائل الغيار على الجروح التي أدخلها المسلمون استعمال عسل النحل الذي ثبت حديثاً أن له خصائص واسعة في تطهير[ ؟ ] الجرح ومنع نمو البكتريا فيه، بالإضافة للتطورات الهائلة في مجال الطب والتي اعتمدت في معظمها على هذه المنجزات والاكتشافات الطبية العربية.

## أسس النهضة الإسلامية

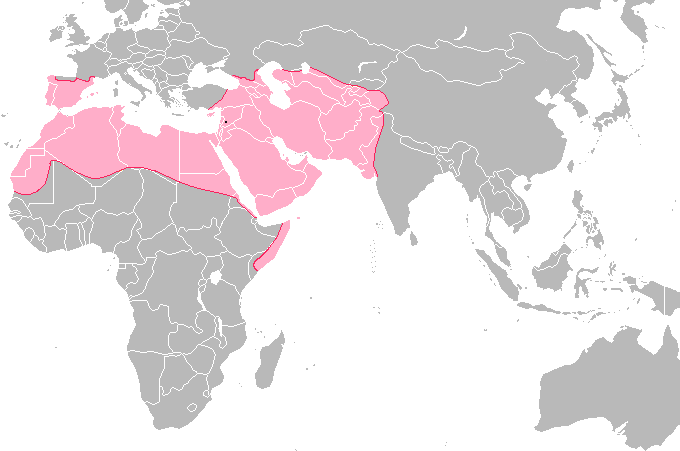
الدولة الأموية عام 750م

أسست القوات المسلمة خلال فترة الغزوات الأولى الممتدة ما بين بدايات القرن السابع والقرن الثامن ميلادي، وبدء العصر الذهبي للإسلام مع بداية الخلافة الأموية وقيام أكبر إمبراطورية إسلامية شهدها العالم الدولة الأموية. تأثرت الخلافة بالفرائض القرآنية وبأهم الأحاديث النبوية الشريفة مشدداً على أهمية المعرفة. خلال هذه الفترة أصبح العالم الإسلامي المركز الثقافي والفكري المنفرد في العالم للعلم والفلسفة والطب والتعليم حيث أرسخ الأمويون أسباب المعرفة ونشروا الإسلام في مناطق شتى من الشرق والغرب، وتم تأسيس الكثير دور العلم والمعرفة وجذبوا العلماء، وقد أطلق الأمويون أول عملة إسلامية هي الدينار الأموي وأسسوا أول أسطول بحري وشيدوا وأشادوا معالم إسلامية خالدة في دمشق وقرطبة والقدس والمدينة وحلب وغيرها من المدن الإسلامية، وأسس الأمويون المستشفيات والمكتبات ودور العلم والعبادة والقصور، وفي العصر العباسي شيد بيت الحكمة في بغداد؛ وهو مكان سعى إليه كل من العلماء المسلمين وغير المسلمين لترجمة وجمع وخلق المعرفة من كل العالم إلى اللغة العربية.
وترجمت العديد من الكتب إلى اللغة العربية ومن ثم ترجمتها إلى اللغة التركية والفارسية والعبرية واللاتينية. خلال تلك الفترة كان العالم الإسلامي قدر من الثقافات التي جمعت وألفت وحسنت وطورت الأعمال المجمعة من الحضارات الصينية والفارسييون والمصريون وشمال أفريقيا والإغريقية والإسبانية والصقلية والبيزنطية. كانت العائلات الحاكمة الإسلامية الأخرى في تلك الفترة مثل الفاطميين في مصر والأمويين في دمشق والأندلس مراكز ثقافية وفكرية لها مزدهرة مثل دمشق وقرطبة والقاهرة. ساعدت الحرية الدينية في خلق حضارة ثقافية متقاطعة حيث أن الحضارة الإسلامية جذبت المثقفين المسلمين والمسيحيين واليهود الأمر الذي ساعد في خلق أعظم فترة فلسفية إبداعية في العصور الوسطى وذلك خلال الفترة ما بين القرن الثاني عشر والثالث عشر ميلادي
أهم الاختراعات في تلك الفترة كانت الورق والذي كان فيما سبق سراً يحافظ عليه الصينيون. تم أخذ سر صناعة الورق من أسرى حرب وقعوا أسرى في يد المسلمين بعد معركة تالاس سنة 751 ميلادي، مما أدى إلى تأسيس مصانع الورق في سمرقند. مع حلول سنة 900 ميلادي كان هناك المئات من المحلات التي اشتغلت بالكتب والنسخ وكما بدأ تأسيس المكاتب العامة. وكما تم تأسيس أول المكاتب التي تعير الكتب. ثم انتقلت صناعة الورق إلى فاس ومن ثم الأندلس في العصر الأموي ومن هناك إلى أوروبا وذلك في القرن الثالث عشر ميلادي.
يمكن ربط العديد من هذا التعلم والتطور بالجغرافيا. حتى قبل الإسلام كانت مدينة مكة مركز التجارة في شبه الجزيرة العربية والرسول محمد كان تاجراً. وأصبح تقليد الحج[ ؟ ] إلى مكة مركزاً لتبادل الأفكار والبضائع. كان الأثر الذي أحدثه التجار العرب على طرق التجارة العربية الإفريقية والتجارة العربية الآسيوية هائلاً. كنتيجة لذلك، نمت الحضارة الإسلامية وتوسعت على أساس اقتصاد تجارها، على عكس زملائهم المسيحيين والهنود والصينيين الذين بنوا مجتمعات زراعية. نقل التجار بضائعهم وإيمانهم إلى الصين والهند (تحوي شبه القارة الهندية حالياً على أكثر من 450 مليون مسلم]]، وجنوب آسيا (يتواجد فيها قرابة 230 مليون مسلم) والممالك المتواجدة في شمال أفريقيا وعادوا أيضاً باختراعات عظيمة. استعمل التجار أموالهم للاستثمار في القماش والزراعة.
بالإضافة إلى التجار، لعب المسلمين دوراً مهماً في نشر الإسلام، من خلال نشر رسائلهم إلى مناطق متنوعة حول العالم. شملت المناطق الأساسية: فارس[ ؟ ] وبلاد ما بين النهرين وآسيا الوسطى وشمال أفريقيا. كذلك الأمر كان للصوفيين أثراً رئيسياً في نشر الإسلام إلى مناطق مثل شرق أفريقيا والأناضول (التي تشمل تركيا) وجنوب آسيا وشرق آسيا وجنوب شرق آسيا

## الأخلاق
قام العديد من المفكرين المسلمين في العصور الوسطى بمطاردة وتضمين النزعة الإنسانية والعقلانية في أبحاثهم عن المعرفة والقيم.
ساعد التسامح الديني في الإسلام بخلق شبكة متعددة من الثقافات حيث تم جذب المثقفين المسلمين والمسيحيين واليهود مما أتاح وجود أعظم فترة من الإبداع الفلسفي في العصور الوسطى وذلك في الفترة من القرن الثامن وحتى الثالث عشر ميلادي. هناك سبب آخر لازدهار العالم الإسلامي في هذه الفترة وهو تركيز الحضارة الإسلامية على حرية الكلام، ويمكن بيان هذا من خلال النص التالي المأخوذ من رسالة أرسلها الهاشمي (وهو قريب للخليفة المأمون) إلى أحد خصومهِ الدينيين وحيث كان الهاشمي يحاول هديه إلى الإسلام من خلال المنطق:
تعتبر الدراسات العربية الإسلامية بمثابة أحدث الدراسات التي تناولت البيئة وعلم البيئة، وخصوصاً التلوث، من الأمثلة على هذه الدراسات ما كتبه الكندي وفخر الدين الرازي وابن الجزار والتميمي وابن النفيس. حيث غطت كتاباتهم عدد من الموضوعات المرتبطة بالتلوث مثل: التلوث الجوي وتلوث المياه وتلوث التربة وسوء التصرف بالمخلفات الصلبة وتقييم التأثير البيئي في مواقع معينة. وجد في القرطبة في الأندلس أول صناديق قمامة وأول منشآت لجمع القمامة والتخلص منها.

## المؤسسات
وجدت العديد من المؤسسات التعليمة والعلمية المهمة في العالم الإسلامي، مثل: المستشفيات العامة والمستشفيات النفسية. والمكتبات العامة ومكتبات الإعارة والجامعات التي كانت تمنح درجات علمية والمراصد الفلكية.
كانت أول الجامعات التي قامت بإصدار إجازات دراسية في البيمارستان والتي كانت تعتبر جامعات طبية-علاجية حيث كانت تمنح لمن يصبح مؤهلاً لممارسة الطب.
كتب السير جون باجوت جلب:
في العصر الأموي أعتني بالطبابة والمعالجة في دمشق وإنشاء المستشفيات وتنظيم عمل المعالجين والصيادلة والادوية وتدريس الطب، {{اقتباس|"مع حلول عصر المأمون كانت المدارس الطبية فعالة جداً في بغداد. أفتتح أول مستشفى عام مجاني في بغداد خلال فترة خلافة هارون الرشيد. مع تطور النظام، عين الأطباء والجراحين والذين أعطوا محاضرات لطلاب الطب ومنحوهم درجة الدبلوم لمن اعتبر مؤهلاً منهم لممارسة المهنة. وافتتح أول مستشفى في مصر في سنة 872 ميلادي، وقد انتشرت المستشفيات في كل أنحاء الإمبراطورية الإسلامية من المشرق إلى المغرب.
يعتبر كتاب جينيس للأرقام القياسية أن جامعة القرويين في فاس في المغرب أقدم جامعة في العالم حيث تأسست في سنة 859 ميلادي.
قدمت جامعة الأزهر والتي تم تأسست في القاهرة في مصر في القرن العاشر شهادات أكاديمية منوعة ومن ضمنها شهادات عليا، وكثيراً ما تم اعتبارها أول جامعة كاملة.
بحلول القرن العاشر كان في قرطبة (إسبانيا) 700 مسجد و60000 قصر و70 مكتبة، وكانت تحوي أكبرها 600000 كتاب. نشرت ما مجموعه 60000 دراسة وقصيدة ومؤلفة كل سنة.
كان يوجد في مكتبة القاهرة ما يقارب مليوني كتاب.
وكما يقال أن مكتبة طرابلس في لبنان تحوي على أكثر من 3 مليون كتاب قبل أن تدمر من قبل الصليبيين. حيث يذكر أن عدد الأعمال العلمية المهمة التي أنجزها العرب المسلمين والتي نجت من التدمير تزيد عن عدد الأعمال العلمية التي نجت والمكتوبة باللغة اللاتينية واليونانية مجتمعين.
قدم العالم الإسلامي العديد من مزايا المكاتب الحديثة حيث لم تعد هذه المكاتب مكان لجمع الكتب فقط، بل تعتبر مكاتب عامة وتمت فيها إعارة الكتب، وصارت مراكز للتعليم ونشر العلم، ومراكز للنقاش والاجتماع، وفي بعض الأحيان مساكن للعلماء. وصنفت الكتب في هذه المكتبات ولأول مرة بناء على نوع الكتاب.
تبنت المؤسسات الإنكليزية العديد من قوانين وأصول المؤسسات القانونية المتواجدة في الشريعة الإسلامية والفقه الإسلامي حيث تم هذا النقل من قبل النورمنديين أبان احتلالهم لها كذلك فعل الصقليين والصليبيين. ومن الأمثلة على هذا ما يلي: العقد الملكي الإنجليزي يماثل العقد الإسلامي، وكذلك هيئة المحلفين الإنكليزية مماثلة للفيف الإسلامي.ref>
قادت هذه التأثيرات بعض العلماء إلى اقتراح أن القانون الإسلامي أو ما يعرف بالشريعة الإسلامية هي التي أدت إلى تأسيس القانون.

## الجوانب الثقافية المتعددة
من المظاهر الأخرى للعصر الذهبي للإسلام وجود عدد كبير من العلماء المسلمين الذين كانوا يلقبوا ب (الحكماء/جمع، حكيم/مفرد)، حيث قام كل منهم بالمساهمة في مجموعة متنوعة من الحقول الدينية والعلمية والتعليمية، وهذا يشبه رجالات عصر النهضة مثل ليوناردو دا فينشي.
في هذا العصر كان يتمتع العلماء المسلمين بمعرفة واسعة وعريضة في مختلف المجالات والحقول ولم يكونوا متخصصين في مجال واحد.
يقول ضياء الدين سردار:

## الاقتصاد
يعد الاقتصاد في الدولة الإسلامية هو أقوى اقتصاد حدث في العالم منذ قديم الأزل، ففي عهد الخليفة عمر بن عبد العزيز كان بيت المال قد امتلأ بالأموال فتم فتحه لمن يريد أن يأخذ أي أموال ومع ذلك لم يأت أحد من الناس من كثرة الأموال لديهم، فبدأت الدولة بالإنفاق على تحرير العبيد وتسديد ديون الشعب و تزويج الشباب وبناء استراحات للمسافرين وإطعام الدواب وتأجير الخدم لذوي الإعاقات والأمراض المزمنه, ثم بدأت الدولة في إلغاء وتخفيف الضرائب والجزية.

## الثورة الزراعية الإسلامية
شهد العصر الذهبي للإسلام تحولا رئيسيا في الزراعة وعرف هذا التحول بالثورة الزراعية الإسلامية أو الثورة الخضراء.
وقد أتاح الوضع الاقتصادي العالمي الذي أسسه التجار المسلمون في جميع أنحاء العالم القديم، نشر العديد من النباتات والتقنيات الزراعية بين أجزاء مختلفة من العالم الإسلامي، فضلا عن تكييف نباتات وتقنيات من خارج العالم الإسلامي.
تم توزيع محاصيل من أفريقيا مثل الذرة ومحاصيل من الصين مثل الحمضيات، ومحاصيل عديدة من الهند مثل المانجو والأرز وبخاصة القطن وقصب السكر، في جميع أنحاء الأراضي الإسلامية، والتي لم تكن تستطيع أن تنمو من قبل بشكل طبيعي. وقد أشار البعض إلى انتشار العديد من المحاصيل الزراعية خلال هذه الفترة بـ «عولمة المحاصيل»، والذي، جنبا إلى جنب مع زيادة الميكنة الزراعية، أدى إلى تغييرات كبيرة في الاقتصاد والتوزيع السكاني والغطاء النباتي والإنتاج والدخل الزراعي ومستويات السكان والنمو الحضري وتوزيع القوة العاملة والصناعات المترابطة والطبخ والغذاء والملبس، والعديد من الجوانب الأخرى للحياة في العالم الإسلامي.
خلال الثورة الزراعية الإسلامية، تحول إنتاج السكر إلى صناعة واسعة النطاق من قبل العرب، والذين قاموا ببناء أول معامل لتكرير السكر ومزارع لقصب السكر. العرب والبربر قاموا بتوزيع السكر في جميع أنحاء الإمبراطورية الإسلامية من أول القرن الثامن.
أدخل المسلمون زراعة المحاصيل النقدية ونظام حديث لتناوب المحاصيل، حيث كانت الأراضي المزروعة تزرع أربع مرات أو أكثر في فترة سنتين، المحاصيل الشتوية كانت تزرع وتليها المحاصيل الصيفية.
في المناطق التي كان يزرع فيها نباتات ذات موسم نمو قصير، مثل السبانخ والباذنجان، يمكن أن تتم الزراعة ثلاث مرات أو أكثر في السنة.
وفي أجزاء من اليمن، كان يتم حصاد محصول القمح مرتين في السنة على نفس الأرض، وكذلك كان الحال بالنسبة للأرز في العراق.
طور المسلمون منهجا علميا للزراعة يستند إلى ثلاثة عناصر رئيسية: أنظمة متطورة لتناوب المحاصيل، ودرجة عالية من التطور في تقنيات الري، وإدخال مجموعة كبيرة ومتنوعة من المحاصيل التي تمت دراستها وتصنيفها تبعاً للموسم ونوع الأرض وكمية المياه التي تحتاج إليها.
وتم إنتاج موسوعات عديدة في الزراعة وعلم النبات تحتوي على تفاصيل دقيقة.

## الصناعة
إن للمهندسين المسلمين في العالم الإسلامي بشكل عام، عدد من الاستخدامات الصناعية المبتكرة للطاقة المائية، واستخدامات صناعية مبكرة لطاقة المد والجزر وطاقة الرياح والطاقة البخارية والوقود الأحفوري مثل النفط، وأيضاً مجمعات صناعية كبيرة (تسمى «طراز» باللغة العربية).
تعود الاستخدامات الصناعية للسواقي في تاريخ العالم الإسلامي إلى القرن السابع الميلادي، بينما كانت تستخدم السواقي ذات العجلات الأفقية والرأسية بشكل واسع النطاق منذ القرن التاسع الميلادي على الأقل.
وتم توظيف مجموعة متنوعة من الطواحين الصناعية في وقت مبكر في العالم الإسلامي، بما في ذلك آلات دعك الملابس ومطاحن الحبوب وبكرات التقشير ومصانع الورق والمناشر والمطاحن العائمة ومطاحن الطوابع ومطاحن الصلب ومطاحن السكر وطواحين المد والجزر وطواحين الهواء.
بحلول القرن الحادي عشر، كانت كل مقاطعة في جميع أنحاء العالم الإسلامي قد تم تشغيل هذه المطاحن الصناعية فيها، من الأندلس وشمال أفريقيا إلى الشرق الأوسط وآسيا الوسطى.
أيضا اخترع المهندسون المسلمون المحركات وتوربينات المياه والتروس المستخدمة في مصانع وآلات رفع المياه، وكانوا رواداً في استخدام السدود كمصدر للطاقة المياه واستخدامها لتوفير طاقة إضافية لطواحين المياه وآلات رفع المياه.
هذا التقدم في العالم الإسلامي في العصور الوسطى، جعل من الممكن لكثير من المهام الصناعية التي كانت تتم في السابق يدوياً في العصور القديمة، أن تتم بدلاً من ذلك بشكل ميكانيكي وأن تقودها الآلات.
وكان لنقل هذه التكنولوجيات إلى أوروبا في العصور الوسطى، تأثير على الثورة الصناعية.
تولدت عدد من الصناعات نتيجة للثورة الإسلامية الزراعية، بما في ذلك الصناعات القائمة على الزراعة، والأدوات الفلكية والسيراميك والمواد الكيميائية والتكنولوجيات والتقطير والساعات والزجاج والآلات المعتمدة على طاقتي المياه والرياح والحصير والفسيفساء والورق والعطور ومنتجات البترول والأدوية وصنع الحبال والشحن وبناء السفن والحرير والسكر والمنسوجات والمياه والأسلحة والتنقيب عن المعادن مثل الكبريت والأمونيا والرصاص والحديد.
تم بناء المجمعات الصناعية الكبيرة (الطراز) لكثير من هذه الصناعات وذلك في وقت مبكر، وتم في وقت لاحق نقل المعرفة بهذه الصناعات إلى أوروبا في القرون الوسطى، وخصوصا عبر الترجمات اللاتينية التي تمت في القرن الثاني عشر، وكذلك فيما قبله وبعده.
فعلى سبيل المثال، تم تأسيس أول مصانع للزجاج في أوروبا في القرن الحادي عشر على يد حرفيين مصريين في اليونان. كما شهدت الصناعات الزراعية والحرفية مستويات عالية من النمو خلال هذه الفترة أيضاً.

### صناعة السفن والملاحة
وكانت صناعة السفن في كل أنحاء العالم الإسلامي في ظلال الخلافة الإسلامية الأموية والعباسية[ ؟ ]. فقام الأمويون بتأسيس أول أسطول بحري إسلامي ولقد ظهرت صناعة السفن والأساطيل في العهد الأموي بموانيء الشام بعكا وارواد وصور[ ؟ ] وطرطوس وطرابلس واللاذقية وحيفا. وفي المغرب كانت هناك طرابلس وتونس وسوسة[ ؟ ] وطنجة ووهران والرباط. وفي الأندلس اشتهرت إشبيلية ومالقة ومرسية، وفي مصر اشتهرت المقس الإسكندرية ومحافظةدمياط وعيذاب (على ساحل البحر الأحمر). وكانت المراكب النيلية تصنع بالقاهرة.وكانت ترسانات البحرية لصناعة السفن يطلق عليها دور الصناعة وكان الأمويون أول من نظم صناعة السفن في العصر الإسلامي. وكان الأسطول يتكون من عدة أنواع من السفن مختلفة الحجم ولكل نوع وظيفة. فالشونة كانت حاملات للجنود، والأسلحة الثقيلة.
وفي علوم الملاحة وعلوم البحار كتب الجغرافيون المسلمون كتبهم. فضمنوها وصفا دقيقا لخطوط الملاحة البحرية، كما وضعوا فيها سرودا تفصيلية لكل المعارك الإسلامية البحرية، ثم وصفوا فيها البحار والتيارات المائية والهوائية، ومن أشهر الجغرافيين المسلمين المسعودي والمقدسي وياقوت الحموي والبكري والشريف الادريسي ومن الرحالة ابن جبير وابن بطوطة. وهناك كتب ابن ماجد في علوم البحار مثل كتاب "الفوائد في أصول علم البحر والقواعد" وأرجوزته بعنوان "حاوية الاختصار في أصول علم البحار" وهناك مخطوط باسم سليمان المهري عنوانه "المنهاج الفاخر في العلم البحري الزاخر: و"العمدة المهرية في ضبط العلوم البحرية".

## العمالة
لقد أعز الإسلام العامل ورعاه وكرمه، واعترف بحقوقه لأول مرة في تاريخ العمل، بعد أن كان العمل في بعض الشرائع القديمة معناه الرق والتبعية، وفي البعض الآخر معناه المذلة والهوان.
فقد قرر الإسلام للعمال حقوقهم الطبيعية – كمواطنين – من أفراد المجتمع، كما جاء بكثير من المبادئ لضمان حقوقهم – كعمال – قاصداً بذلك إقامة العدالة الاجتماعية وتوفير الحياة الكريمة لهم ولأسرهم في حياتهم وبعد مماتهم.
كما دعا الإسلام أصحاب الأعمال إلى معاملة العامل معاملة إنسانية كريمة، وإلى الشفقة عليه والبر به وعدم تكليفه ما لا يطيق من الأعمال إلى غير ذلك من الحقوق التي منحها الإسلام للعامل
لذا فان العمال في السابق أفضل بكثير من وقتنا الحاضر

## التقنية
تم إنتاج عدد كبير من الاختراعات من قبل المهندسين والمخترعين المسلمين في العصور الوسطى، مثل عباس بن فرناس والأخوة الثلاثة بنو موسى وتقي الدين الشامي وأبرزهم كان بديع الزمان الجزري.
من بعض الابتكارات التي يعتقد أنها نتاج العصر الذهبي للإسلام تشمل كاميرا بدائية واكتشاف البن واختراع الصابون ومعجون الأسنان والشامبو والتقطير النقي والتسييل والبلورة والتنقية والأكسدة والتبخير والترشيح والكحول المقطر وحمض اليوريك وحامض النيتريك والإنبيق والمحرك المرفقي والصمام ومضخة مكبس الشفط الترددية وصناعة الساعات الميكانيكية عن طريق المياه والأوزان والأقفال المجمعة وصناعة النسيج والمشرط ومنشار العظام والملقط والخيوط الجراحية وطواحين الهواء والتطعيم ولقاح الجدري وقلم الحبر والترميز والتحليل المتواتر والوجبة الثلاثية والزجاج الملون وزجاج الكوارتز والسجاد الفارسي والعالم السماوي.

## التحضر
بازدياد التوسع العمراني، نمت المدن الإسلامية بشكل غير منظم، مما أدى إلى وجود شوارع ضيقة ومتعرجة ووجود فواصل في أحياء المدن بين خلفيات عرقية وانتماءات دينية مختلفة.
مثل هذه الصفات أثبت كفاءة في نقل البضائع من وإلى المراكز التجارية الكبرى مع الحفاظ على الخصوصية التي تقدرها الحياة الأسرية الإسلامية. وتقع المناطق السكنية خارج المدينة المسورة، وتتراوح بين مجتمعات سكنية غنية وأخرى عاملة شبه فقيرة.
مقالب القمامة كانت تقع على مسافة بعيدة من المدينة، وكذلك كانت المقابر، والتي كانت واضحة المعالم وكانت غالبا ما تكون سكناً للمجرمين. مكان الصلاة كان يوجد بالقرب من إحدى البوابات الرئيسية، وكانت تقام فيه الاحتفالات الدينية والاعدامات العلنية.
وبالمثل، فإن أماكن التدريب العسكري كانت توجد بالقرب من إحدى البوابات الرئيسية.
أيضاً كان يوجد بمدن المسلمين نظم مياه للأغراض المنزلية وشبكات للصرف الصحي وحمامات عامة ونوافير وأنابيب مياه للشرب، وكانت تنتشر المراحيض العامة والخاصة ومرافق الاستحمام على نطاق واسع. بحلول القرن العاشر الميلادي كان بقرطبة 700 مسجد و60،000 قصر و70 مكتبة.
كما شهدت زيادة في متوسط العمر المتوقع عند الولادة في الأراضي الواقعة تحت ظل الحكم الإسلامي، وذلك بسبب الثورة الزراعية فضلا عن تحسين الرعاية الطبية.
وعلى النقيض من متوسط العمر في العصر اليوناني والروماني القديم العالم (22-28 سنة)، كان متوسط العمر في بداية الخلافة الإسلامية أكثر من 35 عاما.
ومتوسط أعمار طبقة علماء الإسلام على وجه الخصوص كان أعلى من ذلك بكثير: 84.3 سنة في العراق وبلاد فارس في القرنين العاشر والحادي عشر، و72.8 سنة في الشرق الأوسط في القرن الحادي عشر، و69-75 سنة في إسبانيا الإسلامية في القرن الحادي عشر، و75 سنة في بلاد فارس في القرن الثاني عشر، و59 - 72 عاما في بلاد فارس في القرن الثالث عشر.
شهدت أيضا الإمبراطورية الإسلامية نموا في مجال محو الأمية، وكان معدل معرفة القراءة والكتابة الأعلى في العصور الوسطى، بالمقارنة بمثيله في أثينا في العصور الكلاسيكية القديمة وكان أيضاً على نطاق أوسع.

## المنهج العلمي
تم تطوير أساليب علمية مبكراً في العالم الإسلامي، وحدث تقدم كبير في المنهجية، ولا سيما في القرن الحادي عشر الميلادي وذلك من خلال أعمال ابن الهيثم، والذي يعتبر رائدا في الفيزياء التجريبية.
أهم تطور في المنهج العلمي هو استخدام التجريب والقياس الكمي للتمييز بين مجموعة من النظريات العلمية المتكافئة في إطار توجه تجريبي بشكل عام. قام ابن الهيثم بتأليف «كتاب البصريات»، والذي صحح فيه الكثير في مجال البصريات، وأثبت تجريبيا أن الرؤية تتم بسبب أشعة الضوء التي تدخل العين، واخترع أول جهاز يشبه الكاميرا كانوا يسمونها(القمرة) للتدليل على الطبيعة الفيزيائية للأشعة الضوئية.
كما تم وصف ابن الهيثم بأنه «العالم الأول» لابتكاره المنهج العلمي، وعمله الرائد في مجال علم نفس الإدراك البصري يعتبر مقدمة لعلم النفس الطبيعي وعلم النفس التجريبي.